# Jorge Loring Miró
Jorge Loring Miró S.J. (Barcelona, 30 de setembro de 1921 — Málaga, 25 de dezembro de 2013) foi um sacerdote católico jesuíta, escritor, apologeta e apresentador espanhol. Foi também foi um grande defensor do Santo Sudário.

## Biografia
O padre Jorge Loring era bisneto do engenheiro Jorge Loring y Oyarzábal e filho do engenheiro Jorge Loring Martínez. Seu tio era o engenheiro Fernando Loring Martínez, amigo e colaborador de São Manuel González García quando era bispo de Málaga. 
Estudou durante 6 anos no Colégio Nuestra Señora del Pilar, dos marianistas de Madri. No verão de 1936, durante a Guerra Civil Espanhola, milícias republicanas assassinaram seu pai em Madri. Mudou-se para Málaga, onde cursou bacharelado no Colégio San Estanislao de Kostka, para mais tarde regressar a Madri e estudar engenharia na Escuela Técnica Superior de Ingeniería (ICAI). Foi ordenado sacerdote em 1954, aos 33 anos.
Trabalhou como escritor e conferencista em televisão, rádio e outras mídias. Sua obra mais conhecida intitula-se Para Salvarte, que alcançou a edição número sessenta e três, ultrapassando um milhão de exemplares vendidos na Espanha, sendo editada também no México, Equador, Peru, Chile, Estados Unidos, Egito, Israel, Rússia, etc.  Além disso, ele foi levado à televisão com o programa homônimo que foi transmitido pelo canal católico EWTN.

## Obras
- Para salvarte: Enciclopedia del católico del siglo XXI (2013), Editorial San Pablo, 62.ª Edición. ISBN 978-84-39871-76-7
- Testimonio (1 de enero de 1975), 778 págs; Autores Católicos Escogidos; 55.ª Edición.
- Motivos Para Creer (30 de diciembre de 1999), Editorial Planeta, S.A. (Barcelona). ISBN 84-08-02021-8
- Los Evangelios. 2000 Dudas Resueltas (octubre de 2002), Planeta Pub Corp. ISBN 84-08-04467-2
- La Sábana Santa, dos mil años después (enero de 2003), Editorial Planeta. ISBN 978-84-08029-59-5
- Más de 200 respuestas a preguntas que usted se ha hecho sobre la fe, la moral y la doctrina católica (febrero de 2010), Editorial Libros Libres. ISBN 978-84-96471-51-1
- Forja de Jesuitas, Editorial Spiritus Media.
- La autenticidad de la Sabana Santa de Turin. Ediciones Crespo. 1ª Edición Madrid enero 1.979